# Prémio Clube Literário do Porto
O Prémio Clube Literário do Porto é um prémio literário atribuído pela Fundação Dr. Luís de Araújo aos autores que no domínio de ficção apresentaram mais criatividade.

## Escritores Premiados
- Mário Cláudio (2005)
- Baptista Bastos (2006)
- Miguel Sousa Tavares (2007)
- António Lobo Antunes (2008)
- José Rodrigues dos Santos (2009)